# Dániel Kóger
Dániel Kóger (ungarisch Kóger Dániel; * 10. November 1989 in Székesfehérvár) ist ein ungarischer Eishockeyspieler, der seit 2022 beim ASC Corona 2010 Brașov in der Ersten Liga unter Vertrag steht.

## Karriere
Dániel Kóger begann seine Karriere im Nachwuchsbereich von Alba Volán Székesfehérvár in seiner Geburtsstadt, für den er zunächst in der höchsten ungarischen U18-Spielklasse auf dem Eis stand. In der Spielzeit 2006/07 spielte er parallel auch für den Lokalkonkurrenten Fehérvári Titánok in der Ungarischen Liga. Anschließend wechselte er für zwei Jahre zum EC Red Bull Salzburg. Dort wurde er außer in der U20 zunächst in der zweiten Mannschaft und in seiner zweiten Spielzeit in der Österreichischen Eishockey-Liga eingesetzt. 2009 kehrte er nach Székesfehérvár zurück und gewann – neben den Einsätzen in der österreichischen Liga – mit Alba Volán 2010 die ungarische Landesmeisterschaft. Nach diesem Erfolg startete er eine vierjährige Tour durch Nordamerika, wo er bei den Laredo Bucks in der Central Hockey League, den Cincinnati Cyclones, den South Carolina Stingrays, den Bakersfield Condors, den Florida Everblades, dem Toledo Walleye und den Elmira Jackals jeweils in der ECHL spielte. Er stand in der Spielzeit 2011/12 aber auch auf Leihbasis insgesamt 17 Spiele für Mannschaften aus der American Hockey League auf dem Eis. 2014 kehrte er in seine Heimatstadt zurück und spielte seither erneut für Alba Volán in der Österreichischen Eishockey-Liga. 2020 wechselte er zum Ferencvárosi TC in ie multinationale Erste Liga und wurde 2021 und 2022 erneut ungarischer Meister. Anschließend wechselte er zum rumänischen Ligakonkurrenten ASC Corona 2010 Brașov.

### International
Für Ungarn nahm Kóger im Juniorenbereich an den Turnieren der U18-Weltmeisterschaften 2006 in der Division I und 2007 in der Division II sowie der U20-Weltmeisterschaften 2007 in der Division II und 2008 und 2009 in der Division I teil.
Im Seniorenbereich debütierte er bei der Weltmeisterschaft 2009, als die Magyaren erstmals nach 70 Jahren wieder in der Top-Division antraten. Nach dem Abstieg spielte er bei den Weltmeisterschaften der Division I 2010, 2011, 2014 und 2015, als er als bester Spieler seiner Mannschaft zum Wiederaufstieg in die Top-Division maßgeblich beitrug. Bei der Weltmeisterschaft 2016 spielte er dann zum zweiten Mal in der Top-Division, aus der die Magyaren aber trotz eines 5:2-Erfolges gegen Belarus umgehend wieder abstiegen. So spielte er bei den Weltmeisterschaften 2017, 2018 und 2022 wieder in der Division I. Zudem vertrat er seine Farben bei den Qualifikationsturnieren für die Olympischen Winterspiele in Vancouver 2010, in Sotschi 2014, in Pyeongchang 2018 und in Peking 2022.

## Erfolge und Auszeichnungen
- 2007 Aufstieg in die Division I bei der U20-Weltmeisterschaft der Division II, Gruppe A
- 2010 Ungarischer Meister mit Alba Volán Székesfehérvár
- 2015 Aufstieg in die Top-Division bei der Weltmeisterschaft der Division I, Gruppe A
- 2021 Ungarischer Meister mit dem Ferencvárosi TC
- 2022 Ungarischer Meister mit dem Ferencvárosi TC
- 2022 Aufstieg in die Top-Division bei der Weltmeisterschaft der Division I, Gruppe A

## Karrierestatistik
(Legende zur Spielerstatistik: Sp oder GP = absolvierte Spiele; T oder G = erzielte Tore; V oder A = erzielte Assists; Pkt oder Pts = erzielte Scorerpunkte; SM oder PIM = erhaltene Strafminuten; +/− = Plus/Minus-Bilanz; PP = erzielte Überzahltore; SH = erzielte Unterzahltore; GW = erzielte Siegtore; 1 Play-downs/Relegation; Kursiv: Statistik nicht vollständig)